# Fred Buch
Fred Buch (* 22. Februar 1935 in Madison, Wisconsin; † 2. Dezember 2012 in Little Switzerland, North Carolina) war ein US-amerikanischer Filmschauspieler.

## Leben
1974 hatte Buch mit einer Folge in der Fernsehserie Salty, der Seelöwe sein Fernsehdebüt. 1977 hatte er seine erste Filmrolle in Shock Waves – Die aus der Tiefe kamen. 1989 erhielt er in der Miniserie Die Champagner-Dynastie erstmals eine wiederkehrende Rolle.

## Filmografie
- 1974: Salty, der Seelöwe (Salty, Fernsehserie, Folge 1x08)
- 1977: Shock Waves – Die aus der Tiefe kamen (Shock Waves)
- 1977: The Lincoln Conspiracy
- 1979: Jennifers abenteuerliche Reise (Jennifer's Journey, Fernsehserie)
- 1980: Wahnsinn ohne Handicap (Caddyshack)
- 1980: The Wild and the Free (Fernsehfilm)
- 1980: Der Pilot (The Pilot)
- 1983: Im Sauseschritt ins Dünenbett (Spring Break)
- 1983: Porky’s II – Der Tag danach (Porky’s II: The Next Day)
- 1983: Ein himmlischer Lümmel (A Night in Heaven)
- 1985: Die Kids von Orlando (The New Kids)
- 1985: Das mörderische Paradies (The Mean Season)
- 1985: Porky’s Rache (Porky’s Revenge!)
- 1985: Die Miami Cops (Miami Supercops - I poliziotti dell’ottava strada)
- 1986: Diese zwei sind nicht zu fassen (Running Scared)
- 1986: Aladin (Superfantagenio)
- 1987: Mercy or Murder? (Fernsehfilm)
- 1988: Cocoon II – Die Rückkehr (Cocoon: The Return)
- 1989: Superboy (Fernsehserie, Folge 1x24 Hollywood)
- 1989: Nightmare Beach
- 1989: Die Champagner-Dynastie (Till We Meet Again, Miniserie, 2 Folgen)
- 1993: Deadly Rivals – Ein Professor sieht rot (Deadly Rivals)
- 1994: Zwei Männer um Natalie (Radio Inside)
- 2007: Simple Things